# Автократов, Владимир Николаевич
Влади́мир Никола́евич Автокра́тов (17 августа 1922, Москва — 2 декабря 1992, там же) — советский и российский историк-архивист, специалист в области архивного дела. Доктор исторических наук (1982), профессор (1992), заслуженный работник культуры РСФСР (1982). Участник Великой Отечественной войны.

## Биография
Родился в семье инженера-металлурга Н. В. Автократова, ставшего известным после войны своими приключенческими романами. В 1941 году окончил среднюю школу. После начала Великой Отечественной войны, в 1942—1945 годах — в рядах Красной Армии.
В 1943 году окончил Калининское военное училище технических войск, в 1944—1945 годах — командир взвода в звании «техник-лейтенант» на 2-м Прибалтийском и 1-м Белорусском фронтах, офицер химического отдела Резерва группы Советских войск в Германии.
С 1946 года учился на подготовительном отделении Московского государственного педагогического института иностранных языков, в 1946—1951 годах — в Московском государственном историко-архивном институте (МГИАИ).
В 1952—1957 годах — научный сотрудник ЦГВИА СССР, в 1957—1961 — ответственный секретарь журнала «Исторический архив».
В 1961—1964 годах — учёный археограф Главархива СССР, заместитель редактора научно-информационного бюллетеня «Вопросы архивоведения». В 1963 году защитил кандидатскую диссертацию «Управление вооруженными силами России в начале XVIII в. (к вопросу о создании регулярной армии)».
В 1964—1966 годах — заместитель директора ЦГВИА СССР.
В 1966—1968 годах — учёный секретарь, с 1968 по 1992 год — заместитель директора по научной работе Всесоюзного научно-исследовательского института документоведения и архивного дела (ВНИИДАД). В 1982 году защитил докторскую диссертацию «Теоретические проблемы советского архивоведения (1960—1970-е гг.)». Автор более 100 опубликованных научных работ.
С 1949 года был женат на Марии Игоревне, урождённой Кремер (3.10.1928-19.8.2008) — историке-архивисте, выпускнице МГИАИ (1951), директоре Центрального государственного архива древних актов (1969—1987). Сын - Алексей Владимирович Автократов (27.08.1957 - 11.04.2009). В 1989 году защитил кандидатскую диссертацию "Военные исторические архивы дореволюционной России". Публиковался в "Огоньке", "Общей газете" и других изданиях. Лауреат премии журнала "Дружба народов" за 2001 г.. 
Похоронен на Ваганьковском кладбище (7 уч.).

## Основные работы
- Автократов В. Н. Военный приказ (К истории комплектования и формирования войск в России в начале XVIII в.) // Полтава. К 250-летию Полтавского сражения. Сборник статей. — М.: Издательство АН СССР, 1959. — 459 [1] с. — С. 228—245.
- Автократов В. Н. Первые комиссариатские органы русской регулярной армии (1700—1710) // Исторические записки. — Т. 68. — М.: АН СССР, 1961. — 308 с. — С. 163—188.
- Автократов В. Н. Управление вооруженными силами России в начале XVIII в. (По материалам Приказа военных дел): Автореферат диссертации… к.и.н. — М., 1964. — 17 с.
- Автократов В. Н. К вопросу о методологии архивоведения // Археографический ежегодник за 1969 год — М., 1971.
- Автократов В. Н. Общая теория архивоведения // Вопросы истории, 1973, № 8. — С. 59—72.
- Автократов В. Н. Архивоведение в кругу других областей знания // Советские архивы, 1973, № 2.
- Автократов В. Н. К проблеме вовлечения информационных категорий в архивоведение // Труды ВНИИДАД. — М., 1973. — Т. 3. — С. 251—263.
- Автократов В. Н., Елпатьевский А. В. Проблемы комплектования государственных архивов современными документами (Источниковедческий аспект) // Источниковедение отечественной истории: Сб. ст. М., 1975. — С. 5—40.
- Автократов В. Н. Некоторые аспекты исследования объекта и предмета архивоведения // Труды ВНИИДАД. — М., 1976.
- Автократов В. Н. Фондирование и учёт документов: (О двух частных теориях архивоведения) // Труды ВНИИДАД. — М., 1978. — Т. 7. Ч. 1. — С. 44—71.
- Автократов В. Н., Елпатьевский А. В. Актуальные вопросы научной разработки современной концепции Государственного архивного фонда СССР // Материалы Всесоюзной научно-практической конференции «Актуальные вопросы современного архивного дела в условиях развитого социалистического общества». — М., 1985. Вып. 2. — С. 90—97.
- Автократов В. Н. Жизнь и деятельность военного историка и архивиста Г. С. Габаева (1877—1956) // Советские архивы. 1990. № 1, 2.
- Автократов В. Н. Из истории централизации архивного дела в России (1917—1918 гг.) // Отечественные архивы. — 1993. — № 3-4.
- Автократов В. Н. «Речь Ивана Грозного 1550 года» как политический памфлет конца XVII в. // Труды Отдела древнерусской литературы ИРЛИ (Пушкинский дом) АН СССР. — Т. XI. — С. 255—279.
- Автократов В. Н. Теоретические проблемы отечественного архивоведения. М.: РГГУ, 2001. — 400 с.